# Callejón de Hamel
A Callejón de Hamel (szabad fordításban Hamel köz) egy kis utcácska Havannában, a Calle Aramburu és a Calle Hospital között. Az utcát, amely szabad kulturális térként működik, graffitik és kidobott tárgyakból készített műalkotások díszítik, működnek benne vendéglátóipari egységek, tartanak benne koncerteket, művészi előadásokat.

## Az utca névadója
Az utca Fernando Belleau Hamelről, egy francia-német gyökerű, észak-amerikai vállalkozóról kapta a nevét, aki a 20. század elején területet vásárolt a Cayo Hueso kerületben, majd ott nyersanyag-kereskedelmet folytatott és öntödét üzemeltetett. A kohóban és a raktárakban afrikai származású kubaiak és kínaiak dolgoztak, akiknek − abban az időben szokatlan nagylelkűséggel − lakóházakat építtetett.

## A kulturális tér
1990-ben Salvador Gonzalez Escalona festő és szobrász elkészítette első fali képét az utcában, amely az afro-kubai kultúra előtt tisztelgett. Escalona, aki művészetét a szürrealizmus, a kubizmus és az absztrakt egyfajta keverékének tartja, célja az volt, hogy a közösség bevonásával, kreatív munkával életet leheljen a város elfeledett sikátorába. 1993 óta folyik szisztematikus munka a Callejón de Hamelben, amely mára az afrikai gyökerű kubai kultúra egyik fontos központjává vált. A művészek számos graffitit készítettek, illetve új mű- és használati tárgyakat alkottak kidobott tárgyakból, például régi kádakból,  WC-csészékből, kerékpárokból és zongorákból. Vasárnap délben hagyományosan rumbaegyüttesek zenélnek, és az utcácska megtelik táncosokkal.
Az utca a régi afrikai eredetű vallási rítusok gyakorlásához is teret ad. E rítusok istenei és szellemei a falakra festett színes képeken is megjelennek, spirituális és állatszimbólumok társaságában. A santería az afrikai joruba és spanyol katolikus hagyományokat ötvöző kultusz, amely Kubában született, és onnan terjedt át az Amerikai Egyesült Államok déli nagyvárosaiba.

## Galéria

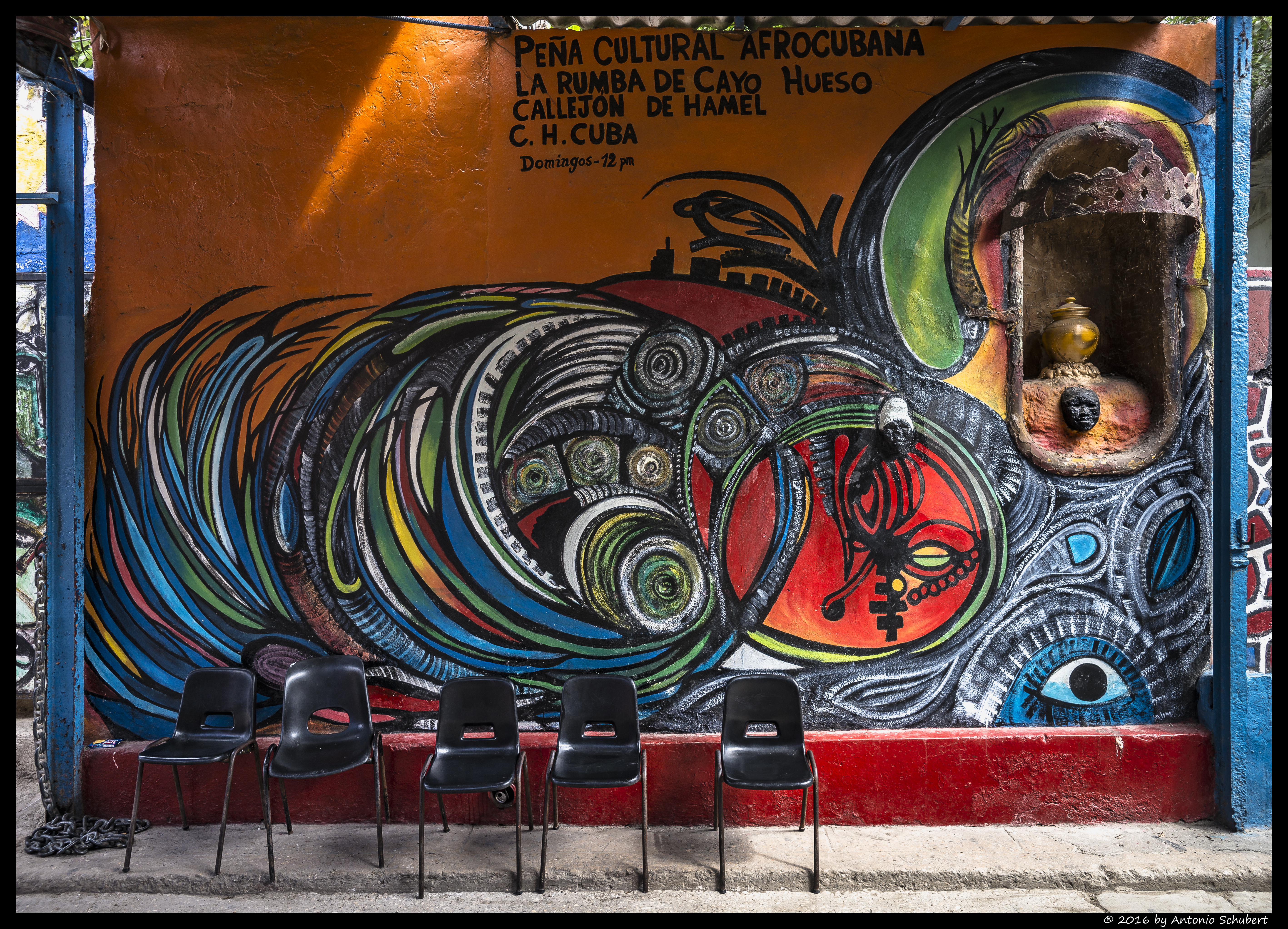
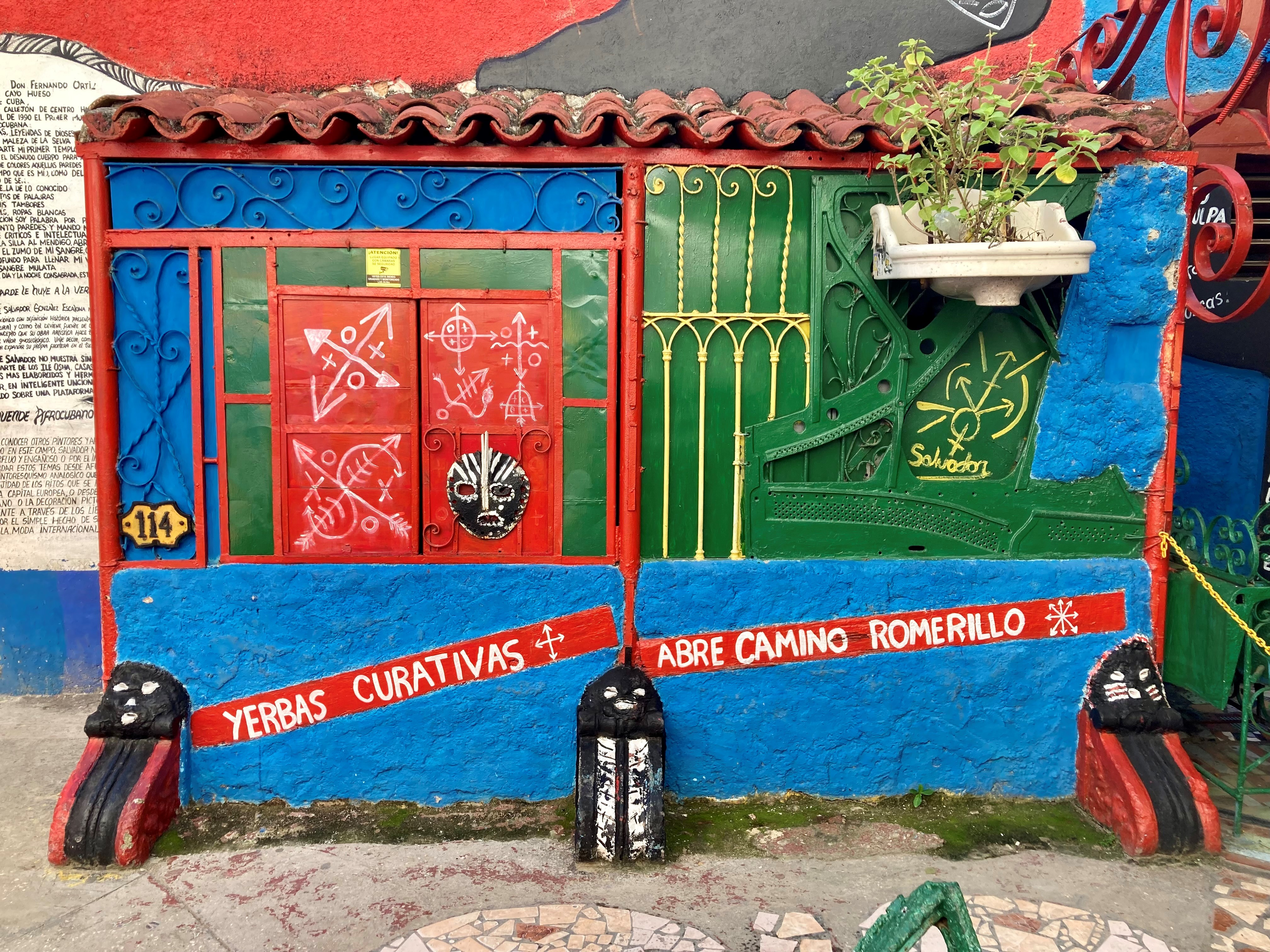
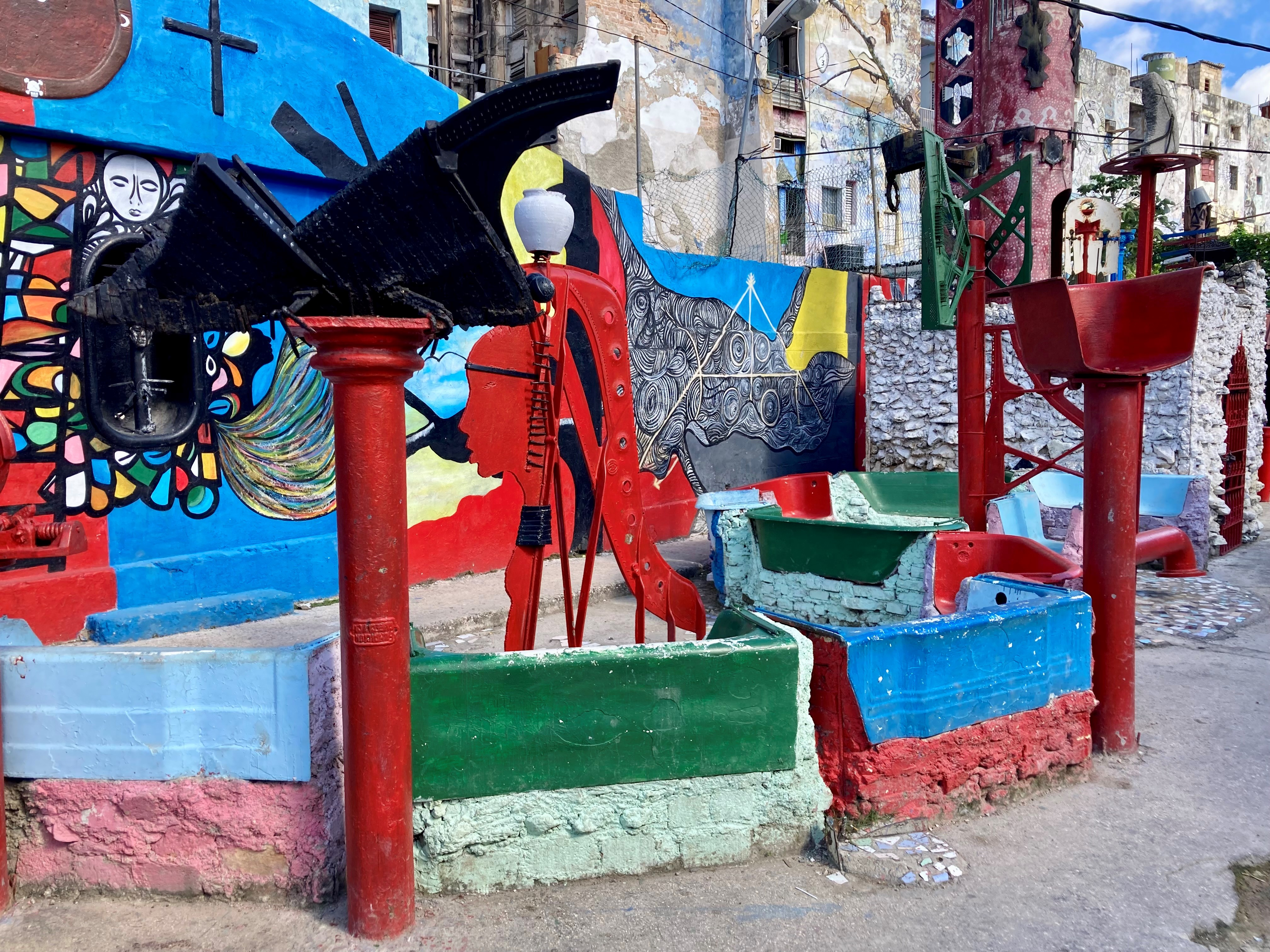
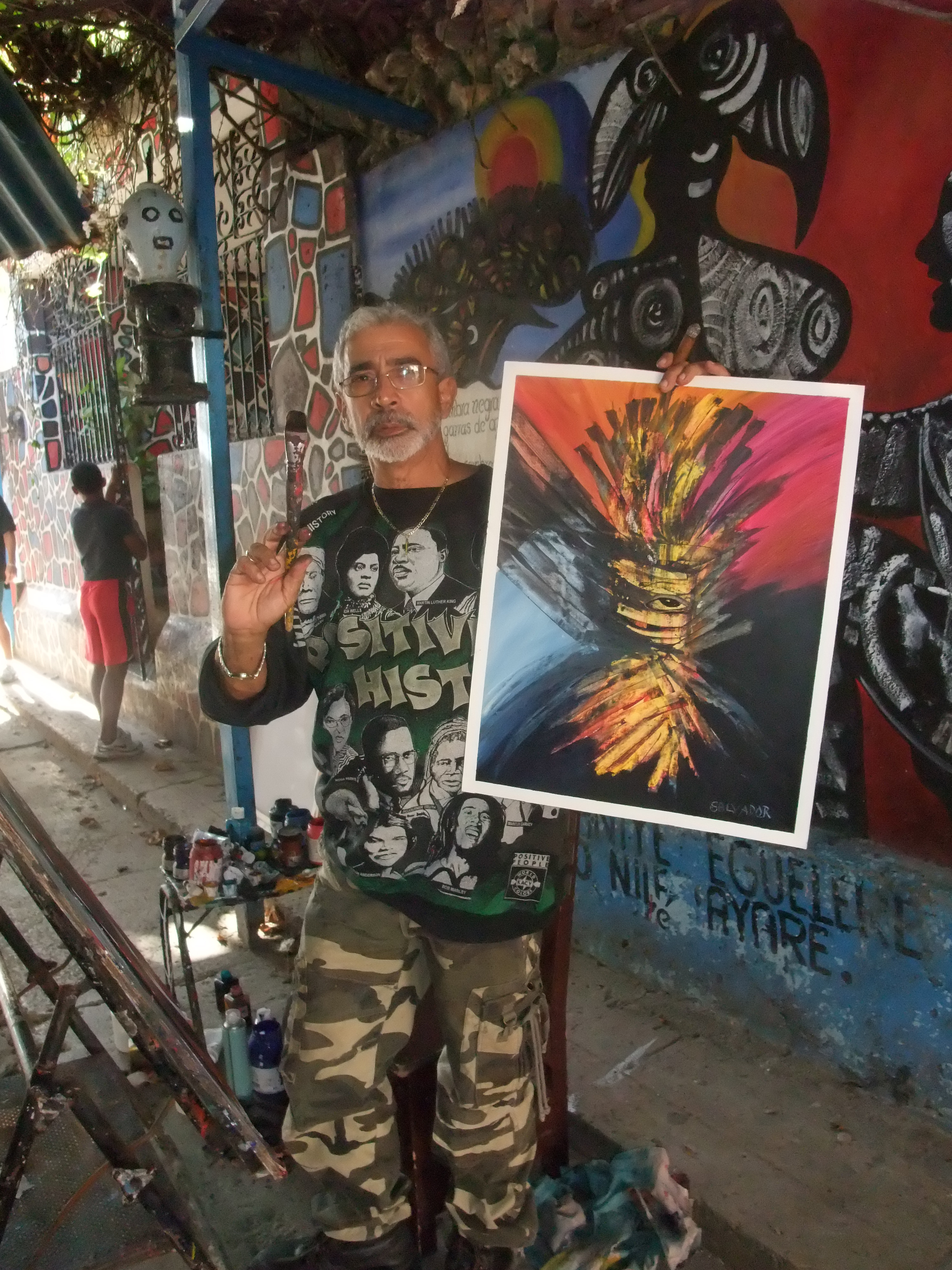
Salvador Gonzalez Escalona
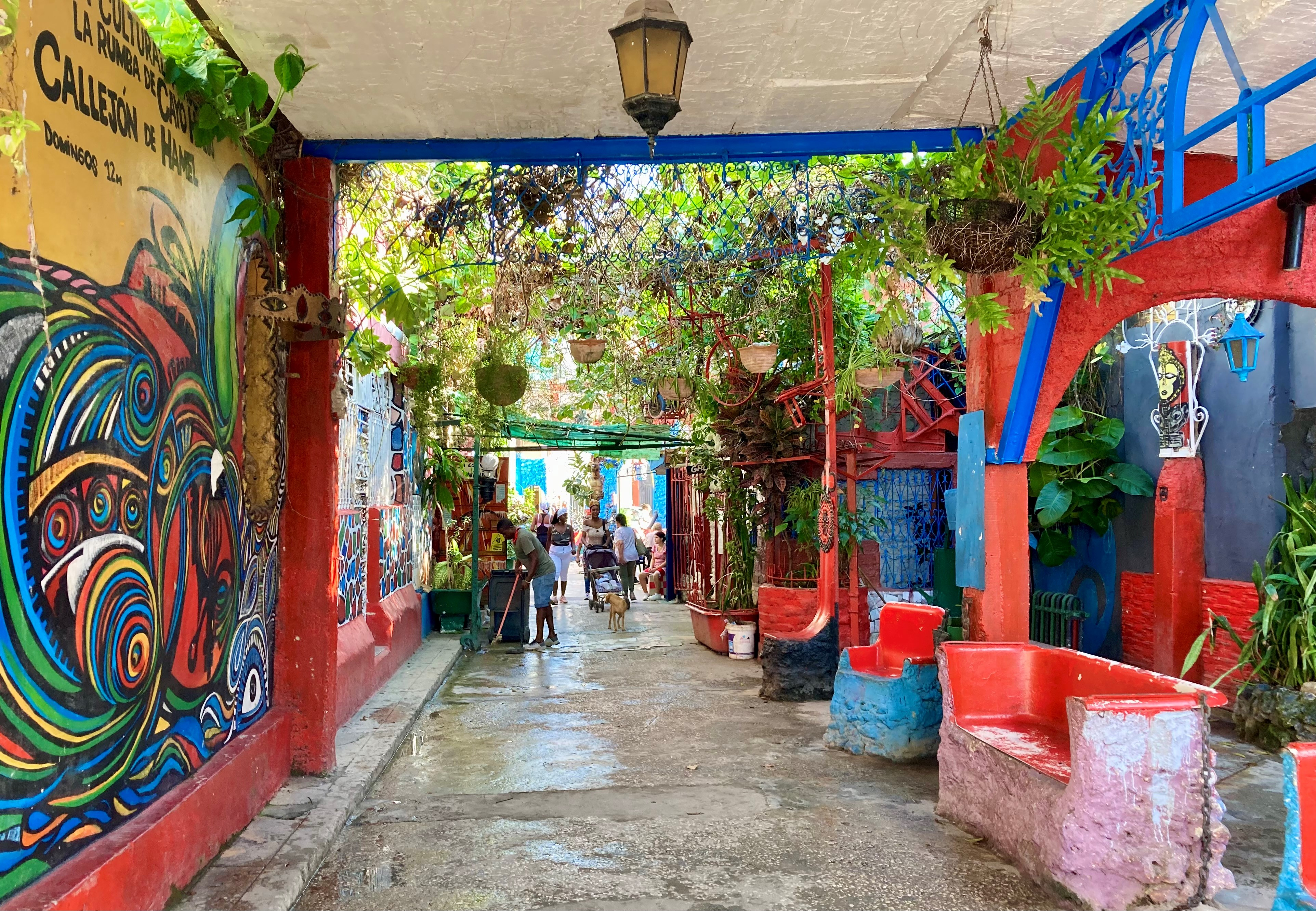
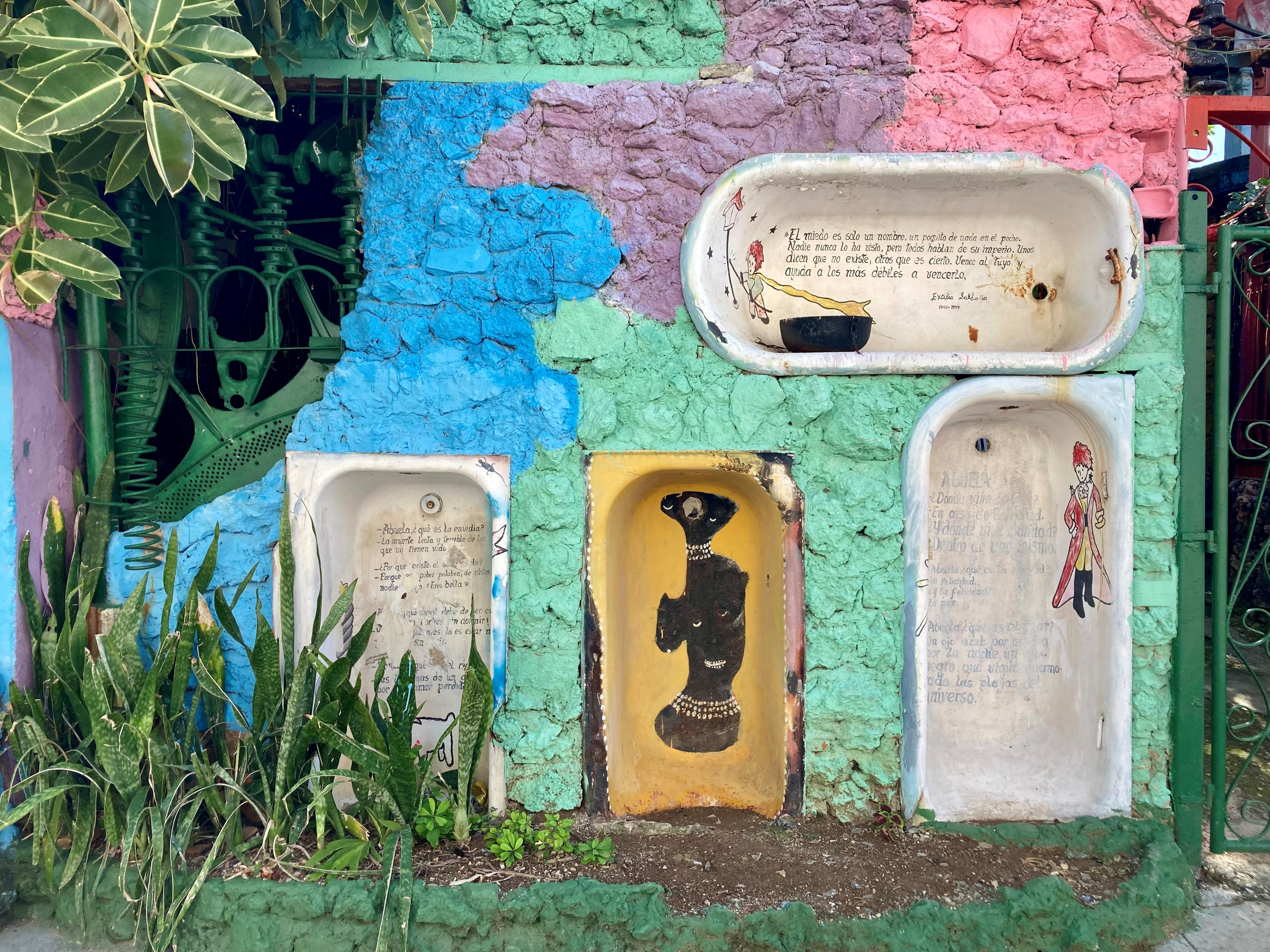